# Voitto tai Valhalla
Voitto tai Valhalla è il quinto album in studio della one man band black metal finlandese Goatmoon, pubblicato il 7 settembre 2014.

## Tracce
1. Intro – 2:21
2. Voitto tai Valhalla Part I – 2:56
3. Voitto tai Valhalla Part II: Valkoinen maa – 4:07
4. Desecration – 3:28
5. Way of the Holocaust Winds – 8:00
6. And the Tears of Our Fatherland Fell – 3:53
7. October's Blood – 4:23
8. Vääräoppisen tuhovärssy – 3:50
9. Descent, Ascent and Conquer – 4:05
10. Race of Heroes – 7:54

## Formazione
- BlackGoat Gravedesecrator - voce, chitarra acustica

### Altri musicisti
- Stormheit - basso